# Calera de León
Calera de León là một đô thị trong tỉnh Badajoz, Extremadura, Tây Ban Nha. Theo điều tra dân số 2006 (INE), đô thị này có dân số là 1075 người.
38°05′B 06°20′T / 38,083°B 6,333°T